# Rue de la Piété
 (août 2025).
Motif : Rue sans notoriété évidente. Sources secondaires semblent absentes.
- Archive Wikiwix
- Bing
- Cairn
- DuckDuckGo
- E. Universalis
- Gallica
- Google
- G. Books
- G. News
- G. Scholar
- Persée
- Qwant
- (zh) Baidu
- (ru) Yandex
- (wd) trouver des œuvres sur Wikidata

| 1. | Préciser le motif de la pose du bandeau. | Précisez le motif de la pose du bandeau en utilisant la syntaxe suivante : {{admissibilité à vérifier\|date=août 2025\|motif=remplacez ce texte par le motif}}                       |
| 2. | Informer les utilisateurs concernés.     | Pensez à avertir le créateur de l'article, par exemple, en insérant le code ci-dessous sur sa page de discussion : {{subst:avertissement admissibilité à vérifier\|Rue de la Piété}} |

 (août 2025).
Si vous disposez d'ouvrages ou d'articles de référence ou si vous connaissez des sites web de qualité traitant du thème abordé ici, merci de compléter l'article en donnant les références utiles à sa vérifiabilité et en les liant à la section « Notes et références ».
La rue de la Piété (en néerlandais Godsvruchtstraat) est une ruelle bruxelloise  de la commune d'Auderghem qui relie la rue des Deux Chaussées à la chaussée de Tervueren sur une longueur de 110 mètres.

## Historique et description
En 1843, le sentier n° 80 courait à partir de la rue du Rouge-Cloître à la chaussée de Tervueren, jusqu’à la chaussée de Wavre. Il figure dans l’Atlas des Communications Vicinales et était connu sous le nom Schietheydevoetweg, long de quelque 360 m et large de 1,65 m.
Avec le percement de la rue des Deux Chaussées en 1866, le sentier champêtre allait être écourté et ramené, encore avant le XXe siècle, à une longueur d’une centaine de mètres, vu le lotissement de terrains appartenant à la famille Walckiers.
Le 6 janvier 1900, le collège baptisa la rue de l’Église, vu que le chemin débouche en plein sur l’église Sainte-Anne. 
Le 1er janvier 1917, pour cause de doublons dans la région bruxelloise, on dut la rebaptiser. Le nom retenu fut rue de la Piété, parce qu'il resta dans le domaine de la religion.

## Situation et accès
Bien que la section centrale de la rue soit suffisamment large pour un véhicule à moteur, les deux extrémités sont trop étroites et il n'y a donc aucun accès pour les véhicules. La rue était autrefois traversée par une passerelle qui reliait une maison à son jardin, mais celle-ci a été démolie.